# Kosuke Kikuchi
Kosuke Kikuchi (菊地 光将 Kikuchi Kosuke?), född 16 december 1985 i Saitama prefektur, är en japansk fotbollsspelare.
Kikuchi började sin karriär 2008 i Kawasaki Frontale. Han spelade 93 ligamatcher för klubben. 2012 flyttade han till Omiya Ardija. Han spelade 211 ligamatcher för klubben.